# درگیری فلسطین و اسرائیل
درگیری فلسطین و اسرائیل (به عربی: النزاع الفلسطيني-الإسرائيلي) (به عبری: הסכסוך הישראלי-פלסטיני)، مناقشه‌ای جاری میان فلسطینی‌ها و اسرائیلی‌ها است، که در میانهٔ سدهٔ بیستم آغاز شد؛ به طوری که درگیری فلسطین و اسرائیل، بخش محوری درگیری گسترده‌تر اسرائیل و اعراب است، و از آن به‌عنوان «رام‌نشدنی‌ترین منازعه» یاد شده است.
با وجود تلاش دراز مدت برای صلح و آشتی عمومی اسرائیل با مصر و اردن، فلسطینی‌ها و اسرائیلی‌ها نتوانسته‌اند به یک موافقت‌نامهٔ پایانی صلح دست یابند. مسائل کلیدی باقی‌مانده عبارت‌اند از: شناسایی متقابل، مرزها، امنیت، حقوق آب، کنترل اورشلیم، شهرک‌های اسرائیلی، آزادی آمد و شد فلسطینیان، و حل و فصل دعاوی فلسطینیان، مبنی بر حق بازگشت آوارگان‌شان. خشونت ناشی از این درگیری، در منطقه‌ای غنی از آثار تاریخی، فرهنگی و مذهبی که از نظر بین‌المللی مهم است، مورد اعتراض کنفرانس‌های متعدد بین‌المللی راجع به حقوق تاریخی، مسائل امنیتی و حقوق بشر واقع شده است، و عاملی جهت ممانعت از گردشگری و به‌طور کلی، دسترسی به مناطقی شده است، که به‌شدت بر سر آن مشاجره جریان دارد.
تلاش‌های فراوانی برای میانجی‌گری جهت راه‌حل دو دولت انجام شده است؛ از جمله ایجاد یک دولت مستقل فلسطینی در همسایگی دولت اسرائیل، پس از تأسیس این دولت در سال ۱۹۴۸. در سال ۲۰۰۷، اکثریت فلسطینیان و اسرائیلیان، مطابق شماری از نظرسنجی‌ها، راه‌حل دو دولت را بر هر راه‌حل دیگری، به‌عنوان وسیله‌ای برای حل منازعه، ترجیح دادند. به‌علاوه، اکثریتی از یهودیان، تقاضای فلسطینیان را برای تأسیس یک دولت مستقل منصفانه می‌دانند، و فکر می‌کنند اسرائیل می‌تواند با تأسیس چنین دولتی موافقت کند. عدم اعتماد متقابل و عدم موافقت‌های چشم‌گیر دربارهٔ مسائل اساسی میان طرفین، منجر به تردیدی دوجانبه دربارهٔ تعهد طرف مقابل، برای ایفای تعهدات خود در یک موافقت‌نامهٔ احتمالی، شده است.
مشخصهٔ این درگیری، سطح خشونت موجود در آن است، که شاهدی بر وجود آن در تمام دورانی‌ست که از آغاز آن می‌گذرد. جنگ میان طرفین، توسط ارتش‌های متعارف، گروه‌های شبه‌نظامی، جوخه‌های ترور، و افراد اداره شده است، و تلفات ناشی از آن، به نظامیان محدود نمی‌شود، بلکه شامل تلفات زیادی در بین غیرنظامیان نیز می‌گردد. شخصیت‌های بین‌المللی برجسته در این منازعه درگیرند.
دو طرفی که در مذاکرات مستقیم شرکت دارند، سازمان آزادی‌بخش فلسطین، که اکنون توسط محمود عباس هدایت می‌شود، و دولت اسرائیل، که در حال حاضر توسط بنیامین نتانیاهو هدایت می‌شود، هستند. مذاکرات رسمی میان طرفین، به‌میانجی‌گری یک هیئت بین‌المللی انجام می‌شوند، که به‌عنوان هیئت چهارجانبه دربارهٔ خاورمیانه شناخته می‌شود، و متشکل از ایالات متحده، روسیه، اتحادیهٔ اروپا و سازمان ملل متحد است، که توسط یک فرستادهٔ ویژه نمایندگی می‌شود. اتحادیهٔ عرب بازیگر مهم دیگر این درگیری است، که یک طرح صلح جای‌گزین ارائه داده است. مصر، یک عضو مؤسس این اتحادیه، از نظر تاریخی یک مهرهٔ کلیدی در این منازعه بوده است.
مهم‌ترین احزاب فلسطینی درگیر در این منازعه جریان‌های موسوم به فتح و حماس هستند. پس از پیروزی انتخاباتی حماس در سال ۲۰۰۶، هیئت چهارجانبه (ایالات متحد، روسیه، سازمان ملل متحد، و اتحادیهٔ اروپایی)، کمک‌های خارجی آتی‌شان را به تشکیلات خودگردان فلسطین، مشروط به این کردند که دولت آینده به پرهیز از خشونت متعهد باشد و دولت اسرائیل را به‌رسمیت بشناسد، و توافق‌های پیشین را بپذیرد.
حماس این درخواست‌ها را رد کرد، و همین امر موجب تعلیق برنامهٔ کمک‌های خارجی هیئت چهارجانبه، و اِعمال تحریم‌های اقتصادی توسط اسرائیل بر فلسطین شد. یک سال بعد، به‌دنبال تصرف قدرت در باریکهٔ غزه توسط حماس، در ژوئن ۲۰۰۷، حکومت ملی فلسطین که رسماً به‌عنوان دولت فلسطین شناسایی شده است، میان فتح در کرانهٔ باختری، و حماس در نوار غزه، تقسیم شد. تقسیم حکمرانی میان این دو حزب، به‌طور مؤثر منتج به سقوط حاکمیت دوگانهٔ حکومت ملی فلسطین شد؛ با این حال، در سال ۲۰۱۴، یک حکومت یک‌پارچهٔ فلسطینی، متشکل از فتح و حماس، تشکیل شد. آخرین دور مذاکرات صلح در ژوئیهٔ ۲۰۱۳ آغاز، و در سال ۲۰۱۴ متوقف شد.
از جمله مهم‌ترین کشورهایی که موضع جدی در این درگیری دارند، باید به ایالات متحده آمریکا که اصلی‌ترین طرفدار و پشتیبان اسرائیل است و جمهوری اسلامی ایران که اصلی‌ترین طرفدار و حامی فلسطین است، اشاره کرد.